# Rosa centifolia
Rosa centifolia és una espècie de planta de la família de les rosàcies. L'epítet específic centifolia fa referència a la gran quantitat de pètals de la flor. És un híbrid de rosa aconseguit el segle xvii als Països Baixos. Fórmula híbrida: Rosa gallica × Rosa moschata × Rosa canina × Rosa damascena; tot i que l'exactitud de la seva història hereditària no està ben documentada.

## Història
La història de la seva creació no està documentada, però els estudis genètics realitzats pel Dr. Hurst mostren que no hi ha una espècie separada, sinó un híbrid molt complex, d'aparició i obtenció recent.
Charles de l'Écluse diu que ha observat una rosa de pètals gairebé blancs amb més de 120 el 1591, i en el seu herbari, el botànic anglès John Gerard anota la «Great Holland Rose» que ell va anomenar com "Great Province". Va ser el 1753 que Linné la nomena Rosa centifolia. La literatura medicocientífica escrita en àrab a la península ibèrica ja esmentava abans del segle xiv l'existència de roses "yentu-fulla", rosa de cent pètals. Entre 1580 i 1710 els productors rosalistes holandesos van crear més de 200 varietats de Rosa centifolia.

## Descripció
Les plantes individuals són per aparença arbusts, creixent d'1,5 a 2 m d'alçada, amb una llarga caiguda de canyes i fulles pinnades verd grisenc amb 5 a 7 folíols. Les flors són rodones i globulars, amb nombrosos pètals prims superposats que són molt perfumats; en general són de color rosa, menys blanc sovint fosc de color vermell porpra.

## Usos
R. centifolia té una vinculació molt especial amb la ciutat francesa de Grasse, coneguda com la capital mundial del perfum. És àmpliament conreada per la seva fragància clara i dolça, amb lleus notes de mel singular. Les flors es cullen comercialment per a la producció d'oli de roses, que s'utilitza comunament en perfums.

## En l'art

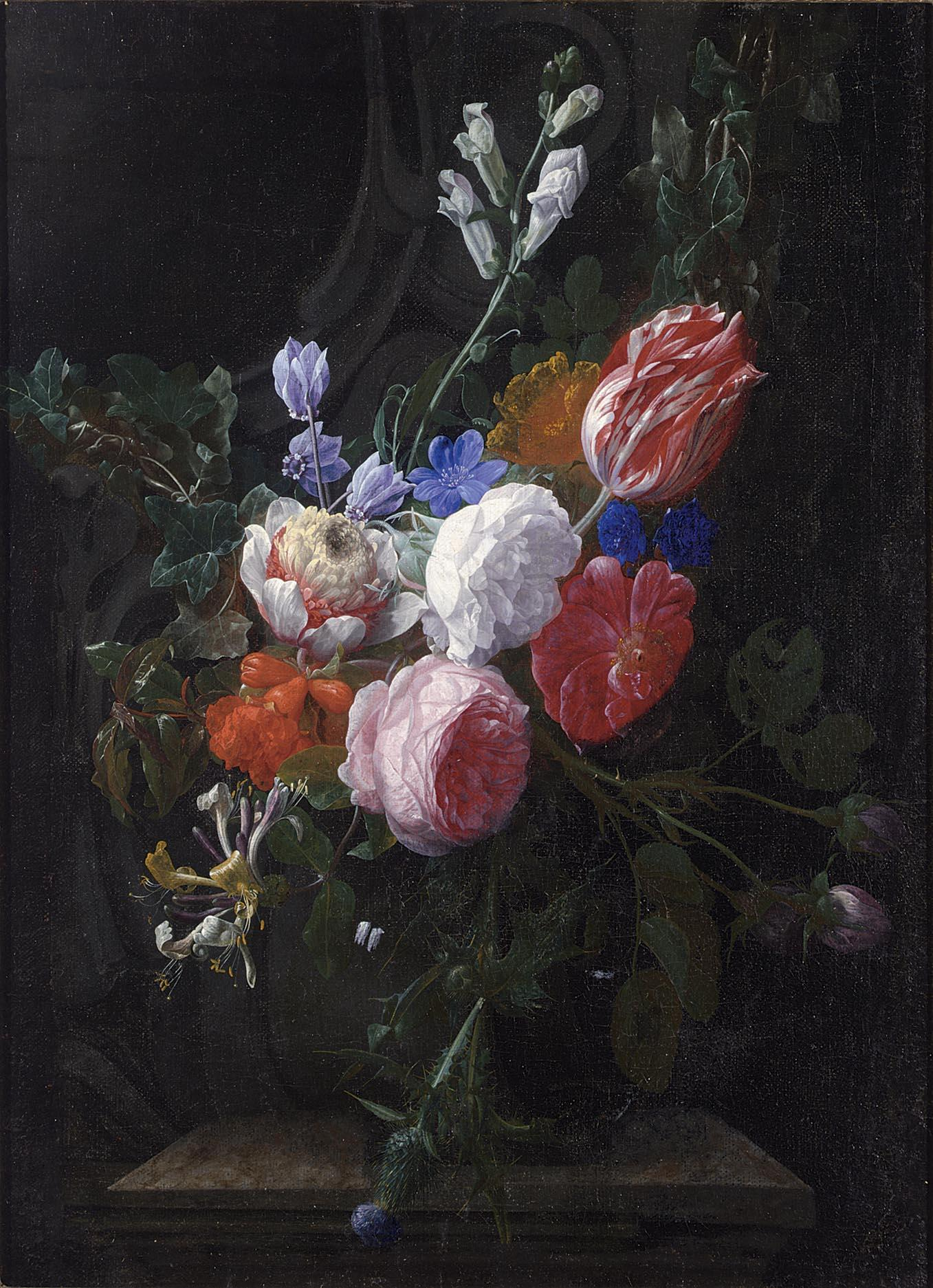
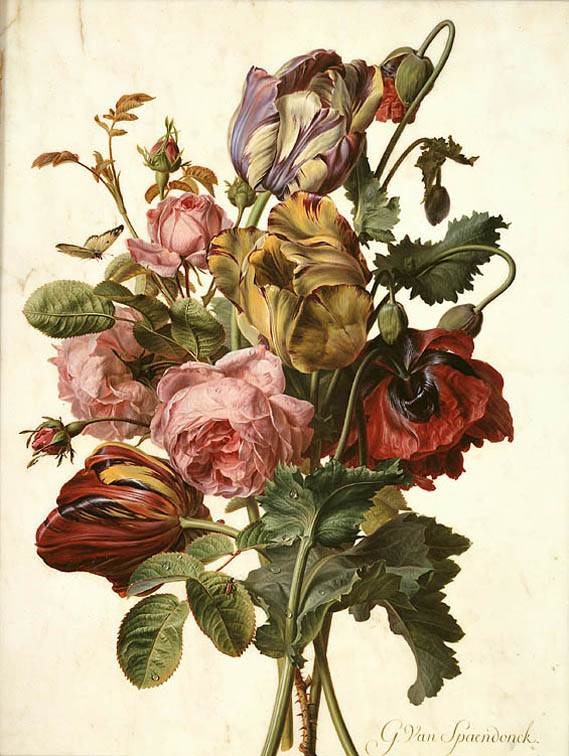
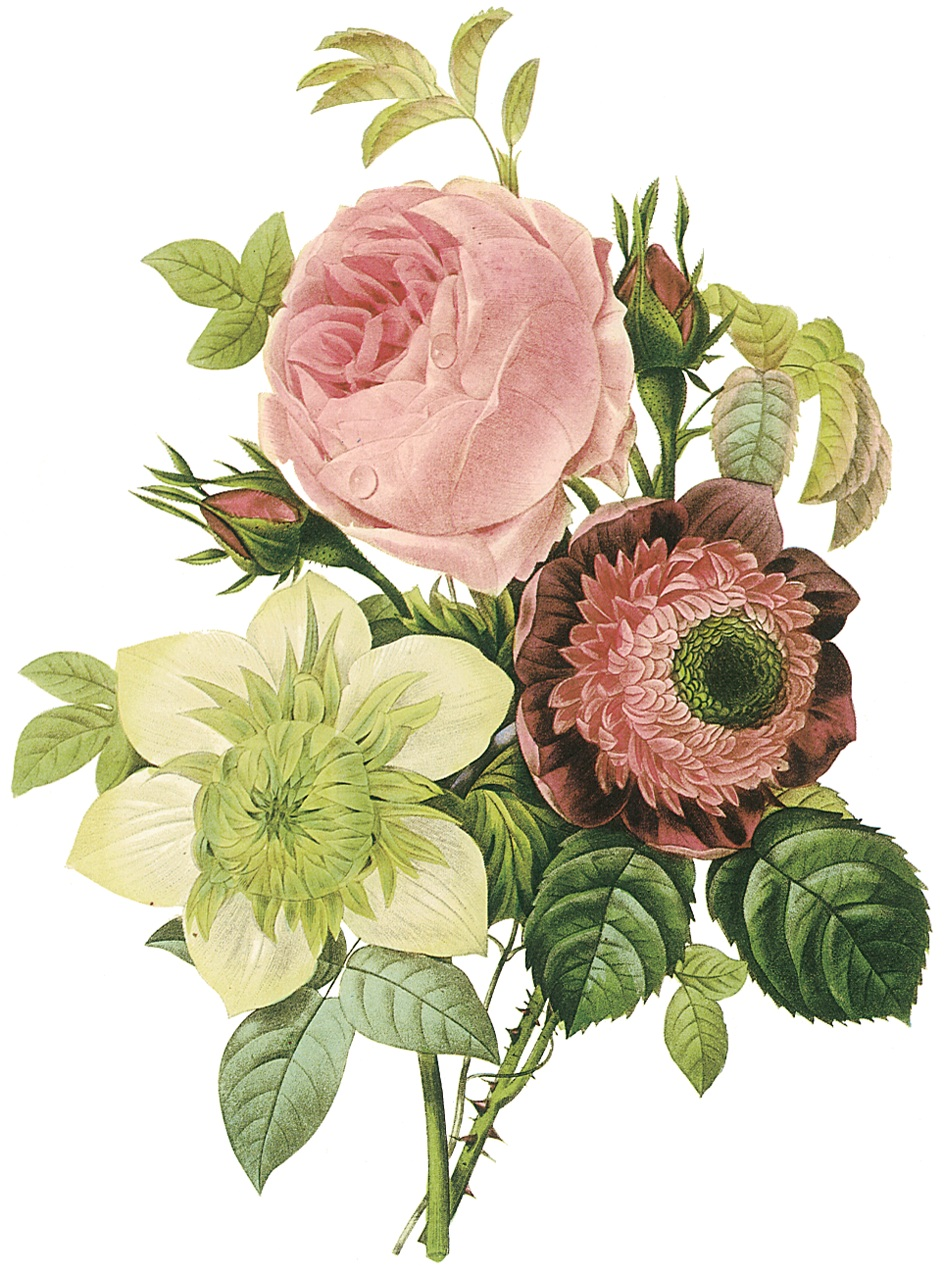
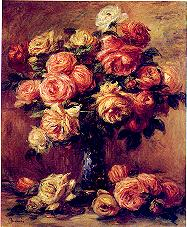